# Prova mèdica
Una prova mèdica és un procediment mèdic que es realitza per detectar malalties o la susceptibilitat a contraure-les, diagnosticar malalties o fer-ne el seguiment, de l'evolució o del curs d'un tractament. Les proves mèdiques com ara exàmens físics, diagnòstic per imatge, proves genètiques, anàlisis (que es realitzen normalment en un laboratori clínic) químiques i cel·lulars, relacionades amb la química clínica, el diagnòstic molecular o l'anatomia patològica.
Prova mèdica no té com a sinònim test, que s'hauria de reservar per psicologia. Test és la prova mitjançant la qual s'avalua el comportament i la capacitat psíquica d'un individu i se'n pot preveure, amb un grau de probabilitat, les accions i el comportament futurs.